# CNOT-poort
De CNOT-poort of conditionele inverter (Nederlands: 'CNIET-poort') is een reversiebele operatie op dubbele qubits in quantumcomputers. De tweede qubit wordt enkel geïnverteerd als de eerste een 1 is.

## Waarheidstabel voor een CNOT-poort
| Ingang                       | Uitgang                      |
| P                            | Q                            |
| ---------------------------- | ---------------------------- |
| {\displaystyle \|00\rangle } | {\displaystyle \|00\rangle } |
| {\displaystyle \|01\rangle } | {\displaystyle \|01\rangle } |
| {\displaystyle \|10\rangle } | {\displaystyle \|11\rangle } |
| {\displaystyle \|11\rangle } | {\displaystyle \|10\rangle } |

## Uitwerking als tensorproduct
De bewerking kan ook geschreven worden als resultaat van een tensorproduct.
Hierbij wordt gebruik gemaakt van permutatiematrix {\displaystyle \operatorname {CNOT} ={\begin{bmatrix}1&0&0&0\\0&1&0&0\\0&0&0&1\\0&0&1&0\end{bmatrix}}}
Triviaal zijn de eerste twee lijnen uit de waarheidstabel:
{\displaystyle CNOT|00\rangle =CNOT\left({\begin{bmatrix}1\\0\\\end{bmatrix}}\otimes {\begin{bmatrix}1\\0\\\end{bmatrix}}\right)={\begin{bmatrix}1&0&0&0\\0&1&0&0\\0&0&0&1\\0&0&1&0\\\end{bmatrix}}{\begin{bmatrix}1\\0\\0\\0\\\end{bmatrix}}={\begin{bmatrix}1\\0\\0\\0\\\end{bmatrix}}={\begin{bmatrix}1\\0\\\end{bmatrix}}\otimes {\begin{bmatrix}1\\0\\\end{bmatrix}}=|00\rangle }
{\displaystyle CNOT|01\rangle =CNOT\left({\begin{bmatrix}1\\0\\\end{bmatrix}}\otimes {\begin{bmatrix}0\\1\\\end{bmatrix}}\right)={\begin{bmatrix}1&0&0&0\\0&1&0&0\\0&0&0&1\\0&0&1&0\\\end{bmatrix}}{\begin{bmatrix}0\\1\\0\\0\\\end{bmatrix}}={\begin{bmatrix}0\\1\\0\\0\\\end{bmatrix}}={\begin{bmatrix}1\\0\\\end{bmatrix}}\otimes {\begin{bmatrix}0\\1\\\end{bmatrix}}=|01\rangle }

De laatste twee lijnen uit de waarheidstabel worden zo uitgewerkt:
{\displaystyle CNOT|10\rangle =CNOT\left({\begin{bmatrix}0\\1\\\end{bmatrix}}\otimes {\begin{bmatrix}1\\0\\\end{bmatrix}}\right)={\begin{bmatrix}1&0&0&0\\0&1&0&0\\0&0&0&1\\0&0&1&0\\\end{bmatrix}}{\begin{bmatrix}0\\0\\1\\0\\\end{bmatrix}}={\begin{bmatrix}0\\0\\0\\1\\\end{bmatrix}}={\begin{bmatrix}0\\1\\\end{bmatrix}}\otimes {\begin{bmatrix}0\\1\\\end{bmatrix}}=|11\rangle }
{\displaystyle CNOT|11\rangle =CNOT\left({\begin{bmatrix}0\\1\\\end{bmatrix}}\otimes {\begin{bmatrix}0\\1\\\end{bmatrix}}\right)={\begin{bmatrix}1&0&0&0\\0&1&0&0\\0&0&0&1\\0&0&1&0\\\end{bmatrix}}{\begin{bmatrix}0\\0\\0\\1\\\end{bmatrix}}={\begin{bmatrix}0\\0\\1\\0\\\end{bmatrix}}={\begin{bmatrix}0\\1\\\end{bmatrix}}\otimes {\begin{bmatrix}1\\0\\\end{bmatrix}}=|10\rangle }